# Aktiespararen
Aktiespararen är Aktiespararnas (Sveriges Aktiesparares Riksförbund) medlemstidning.